# Wiwi (Fluss)
Der Wiwi (russisch Виви) ist ein 426 km langer, rechtsseitiger bzw. nordwestlicher Nebenfluss der Unteren Tunguska in der russischen Region Krasnojarsk im Norden von Mittelsibirien.

## Verlauf
Der Wiwi entfließt im Südteil des Putoranagebirges, dem Nordwestteil des Mittelsibirischen Berglands, dem Südende des Wiwisees. Er fließt in überwiegend südöstlicher Richtung durch unbesiedeltes Bergland des Sywermaplateaus, dem großflächigen Südausläufer des Gebirges. Im Oberlauf verläuft er in einem breiten Tal durch Zonen der Waldtundra, wobei er stark mäandert und einen flachen Flusscharakter hat. Insbesondere in diesem Talabschnitt liegen auf etwa 268 km² Fläche über 500 kleine Seen, oftmals in Form von Altwassern (Altarm).
Im Unterlauf fließt der Wiwi schneller und ist voller Stromschnellen und Untiefen. Dort bilden sich im Frühjahr während der Schneeschmelze starke Hochwasser. Schließlich mündet er zwischen Babkino im Osten und Utschami im Westsüdwesten auf 100 m in den südöstlichen Jenissei-Zufluss Untere Tunguska, die rund 707 km unterhalb davon in den zum Nordpolarmeer strebenden Jenissei fließt.

## Hydrographie
Das Einzugsgebiet des Wiwi umfasst 26.800 km², sein mittlerer Abfluss (MQ) liegt bei 200 m³/s. Der Fluss ist etwa zwischen Oktober und Ende Mai von Eis bedeckt.

## Infrastruktur
Der durch unbesiedeltes Gebiet fließende Wiwi wird nicht von der Binnenschifffahrt genutzt.